# Nesopupa turtoni
Nesopupa turtoni fue una especie de molusco gasterópodo de la familia Pupillidae en el orden Stylommatophora.

## Distribución geográfica
Fue  endémica de la isla de Santa Elena.